# هاري روزنبرغ
هاري روزنبرغ (بالإنجليزية: Harry Rosenberg)‏ هو لاعب كرة قاعدة أمريكي، ولد في 22 يونيو 1908 في سان فرانسيسكو في الولايات المتحدة، وتوفي في 13 أبريل 1997.

## وصلات خارجية
- هاري روزنبرغ على موقعبيزبول رفرنس.كوم (الدوري الرئيسي) (الإنجليزية)
- هاري روزنبرغ على موقعبيزبول رفرنس.كوم (الدوري الثانوي) (الإنجليزية)